# Millican (Texas)
Millican è un comune (town) degli Stati Uniti d'America della contea di Brazos nello Stato del Texas. La popolazione era di 240 abitanti al censimento del 2010. Fa parte dell'area metropolitana di Bryan-College Station.

## Geografia fisica
Secondo lo United States Census Bureau, la città ha una superficie totale di 10,4 km², dei quali 10,39 km² di territorio e 0,01 km² di acque interne (0,1% del totale).
Si trova 14 miglia (23 km) a sud-est di College Station.

## Istruzione
Millican è servito dal distretto scolastico indipendente di Navasota.

## Società

### Evoluzione demografica
Secondo il censimento del 2010, la popolazione era di 240 abitanti.

### Etnie e minoranze straniere
Secondo il censimento del 2010, la composizione etnica della città era formata dall'82,08% di bianchi, il 5% di afroamericani, lo 0% di nativi americani, lo 0,42% di asiatici, lo 0% di oceanici, il 12,08% di altre razze, e lo 0,42% di due o più etnie. Ispanici o latinos di qualunque razza erano il 19,17% della popolazione.